# 耿豪
耿豪（506年—550年），本名令贵，钜鹿郡（今河北省邢台市巨鹿县）人，北魏、西魏官员。

## 生平
耿豪的祖先躲避刘渊和石勒的战乱定居辽东，因而在前燕做官。耿豪的曾祖耿超率领部众归附北魏，因此在神武川安家。
耿豪年少时粗率豪放，有武艺，喜欢凭气势压过别人。贺拔岳西征关中时，招引耿豪在帐内任职。贺拔岳被害后，耿豪归附宇文泰，因为武勇受到宇文泰看重。耿豪也自认为侍奉了合适的主人。耿豪跟随宇文泰讨伐侯莫陈悦、迎接魏孝武帝元修，记录前后功劳，封原平县子，食邑三百户，出任宁朔将军、奉车都尉。耿豪升任征虏将军，加通直散骑常侍，进爵为侯，增加食邑七百户。耿豪又跟随宇文泰俘虏窦泰，收复弘农，耿豪冲锋陷阵，加前将军、中散大夫。沙苑之战，耿豪杀伤敌人非常多，鲜血把盔甲衣服都染红了。宇文泰见到后感叹说：“令贵勇武猛悍，所向无敌，看看他的盔甲衣服，足以作为验证，不用计算他砍下多少首级。”耿豪于是进爵为公，增加食邑总计一千五百户。耿豪出任镇北将军、金紫光禄大夫、南郢州刺史。
大统九年（543年），耿豪跟随宇文泰参加邙山之战，耿豪对部下说：“大丈夫遇到敌人，必须右手拔刀，左手持长矛，直刺猛砍，切莫皱眉怕死。”于是狂呼着独自冲入敌阵，敌人锋刃交加，当时人都认为耿豪已经阵亡。不久耿豪又奋力挥刀杀了回来。这样连续作战几个回合，抵挡耿豪的敌人，相继死伤。耿豪又曾对身边的人说：“我哪里喜欢杀人？但壮士消灭贼人，不得不如此。如果不能杀贼，又不被贼所伤，与那些随众人空发议论的文人有什么区别？”邙山之战中，西魏大军失败，各位将军都没有战功，只有耿豪和太子武卫率王胡仁、都督王文达努力奋战，都有特殊的功劳。宇文泰于是赏赐三人布帛二千匹，让三人自己去分。西魏回军后，耿豪等三人都拜官上等州的刺史，拟定将雍州、岐州、北雍州三州授予三人，但是三州优劣差别很大，就让三人抽签定选。结果王胡仁得到雍州，王文达得到岐州，耿豪得到北雍州。宇文泰赐王胡仁名勇，赐耿令贵名豪，赐王文达名杰，以表彰他们的功劳。大统十三年（547年），朝廷论耿豪前后的战功，进授车骑大将军、仪同三司，食邑总计一千八百户。大统十五年（549年），耿豪获赐姓和稽氏，进位侍中、骠骑大将军、开府仪同三司。
耿豪性格凶猛强悍，说话大多无礼。宇文泰爱惜他作战勇猛，经常格外宽容他。耿豪也自以为气概超过众人，一贯不为人所屈服。李穆、蔡祐当初与耿豪同时加授开府，但后来的职位都比耿豪高。耿豪心有不平，对宇文泰说：“我在外面听到人们的议论，说我胜过李穆、蔡祐。”宇文泰问：“为什么这样说？”耿豪答道：“人们说李穆、蔡祐，是丞相的胳膊，耿豪、王勇，是丞相的咽喉脖子。因为咽喉脖上长在上面，所以胜过李穆和蔡祐。”耿豪的粗豪，都像这样。大统十六年（550年），耿豪去世，虚岁四十五。宇文泰悲痛惋惜，朝廷赠予耿豪原本的官职，加朔州刺史。耿豪的儿子耿雄继承爵位，位至大将军。

## 家庭

### 父亲
- 耿凤[4][5]

### 儿子
- 耿雄，隋朝使持节、上大将军、四州八镇诸军事、兰州刺史、海安郡开国公[4][5]

## 延伸阅读
[在维基数据编辑]
 《周書·卷29》，出自令狐德棻《周書》
 《北史·卷066》，出自李延壽《北史》